# Weltmeisterschaften der Rhythmischen Sportgymnastik 1975
Die 7. Weltmeisterschaften der Rhythmischen Sportgymnastik fanden 1975 in Madrid, Spanien statt.

## Ergebnisse

### Einzel-Mehrkampf
| Rang | Nation      | Athletin            |
| ---- | ----------- | ------------------- |
| 1    | Deutschland | Carmen Rischer      |
| 2    | Deutschland | Christina Rosenberg |
| 3    | Spanien     | Maria Jesus Alegre  |

### Gruppe-Mehrkampf
| Rang | Nation  | Athletin |
| ---- | ------- | -------- |
| 1    | Italien |          |
| 2    | Japan   |          |
| 3    | Spanien |          |

### Ball
| Rang | Nation      | Athletin            |
| ---- | ----------- | ------------------- |
| 1    | Deutschland | Christina Rosenberg |
| 2    | Deutschland | Carmen Rischer      |
| 3    | Spanien     | Maria Jesus Alegre  |

### Reifen
| Rang | Nation      | Athletin           |
| ---- | ----------- | ------------------ |
| 1    | Japan       | Mitsuru Hiraguchi  |
| 1    | Deutschland | Carmen Rischer     |
| 3    | Spanien     | Maria Jesus Alegre |

### Keulen
| Rang | Nation      | Athletin            |
| ---- | ----------- | ------------------- |
| 1    | Deutschland | Christina Rosenberg |
| 2    | Deutschland | Carmen Rischer      |
| 2    | Spanien     | Maria Jesus Alegre  |

### Band
| Rang | Nation      | Athletin            |
| ---- | ----------- | ------------------- |
| 1    | Deutschland | Carmen Rischer      |
| 2    | Deutschland | Christina Rosenberg |
| 3    | Spanien     | Maria Jesus Alegre  |

### Medaillenspiegel
| Rang | Nation      | Gold | Silber | Bronze | Gesamt |
| ---- | ----------- | ---- | ------ | ------ | ------ |
| 1    | Deutschland | 5    | 4      | -      | 9      |
| 2    | Japan       | 1    | 1      | -      | 2      |
| 3    | Italien     | 1    | -      | -      | 1      |
| 4    | Spanien     | -    | 1      | 5      | 6      |